# 穆讷-普罗昂库
穆讷-普罗昂库（法語：Mounes-Prohencoux，法語發音：[mun pʁɔɑ̃ku]）是法国阿韦龙省的一个市镇，属于米约区。

## 历史
该市镇于1833年由原市镇穆讷（Mounes）和普罗昂库（Prohencoux）合并而成，合并后的市镇名称仍为“普罗昂库”，直到1950年才更名为今天的“穆讷-普罗昂库”（Mounes-Prohencoux）。

## 地理
穆讷-普罗昂库（43°47'12"N, 2°51'12"E）面积37.62 平方千米，位于法国奧克西塔尼大區阿韦龙省，该省份为法国南部内陆省份，位于法國中央高原南部，北起顺时针与康塔爾省、洛泽尔省、加尔省、埃罗省、塔恩省、塔恩-加龙省和洛特省接壤。
与穆讷-普罗昂库接壤的市镇（或旧市镇、城区）包括：朗斯河畔贝尔蒙、卡马雷斯、蒙洛尔、米拉松、珀和库富勒。
穆讷-普罗昂库的时区为UTC+01:00、UTC+02:00（夏令时）。

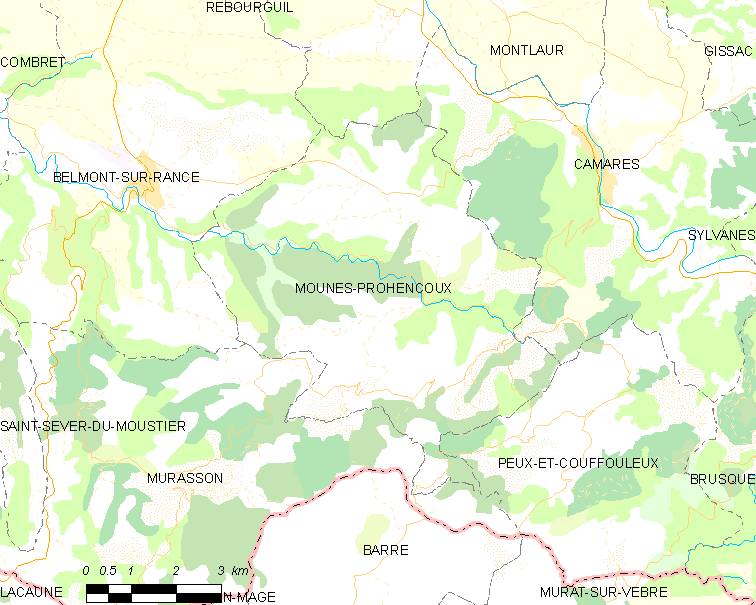
穆讷-普罗昂库的OSM定位图

## 行政
穆讷-普罗昂库的邮政编码为12370，INSEE市镇编码为12192。

## 政治
穆讷-普罗昂库所属的省级选区为科斯-鲁日耶县。

## 人口

1962-2008年间穆讷-普罗昂库人口变化图示

穆讷-普罗昂库于2022年1月1日时的人口数量为193人。